# Jelena Timina
Jelena Vjatsjeslavovna Timina (Russisch: Елена Вячеславовна Тимина) (Moskou, 8 mei 1969) is een voormalig Nederlands professioneel tafeltennisster van Russische afkomst. Ze is de oudere zus van de eveneens tot Nederlandse genaturaliseerde tafeltennisster Yana Timina. Ook is Timina de bondscoach van het Nederlandse tafeltennisteam en de coach van de speelsters Li Jiao en Li Jie.
Timina nam namens Rusland deel aan de Olympische Spelen van 1992 en 1996, waarop ze beide keren in het dubbelspel samen met haar landgenote Irina Palina de kwartfinale bereikte. Ze ging in 2006 voor Nederland gaan spelen. Ze vertegenwoordigde Nederland op de Olympische Spelen van 2008 in Peking. Op 1 november 2012 werd Timina de bondscoach van het Nederlands tafeltennisteam.
Op clubniveau verruilde Timina in 2013 het Franse SA Souche Niort voor het Duitse TTK Anröchte, op dat moment actief in de Bundesliga. Eerder speelde ze voor onder meer De Treffers '70, DOV en negen jaar voor NAK/Den Helder in de Nederlandse eredivisie.
Dit artikel is verouderd.

## Hoogtepunten loopbaan
- Kwartfinale OS dubbelspel (1992, 1996) met (Irina Palina)
- Winnares EK landenteams 1994 (namens Rusland)
- Winnares EK landenteams 2008 (namens Nederland, samen met Li Jie en Li Jiao)
- Winnares EK landenteams 2009 (samen met Li Jie en Li Jiao)
- Winnares EK landenteams 2010 (met Li Jie, Li Jiao en Linda Creemers)
- Winnares EK landenteams 2011 (met Li Jie, Li Jiao, Creemers en Britt Eerland)
- Verliezend finaliste vrouwen dubbelspel EK 1990 en EK 1994 (beide met Irina Palina)
- NK tafeltennis:
  - Nederlandse kampioen enkelspel: 2000
  - Nederlandse kampioen dubbelspel: 2005 (met Li Jiao), 2006-2008 en 2010 (met Li Jie)
- 7e WK landenteams (2008)